# Charles Van den Eycken

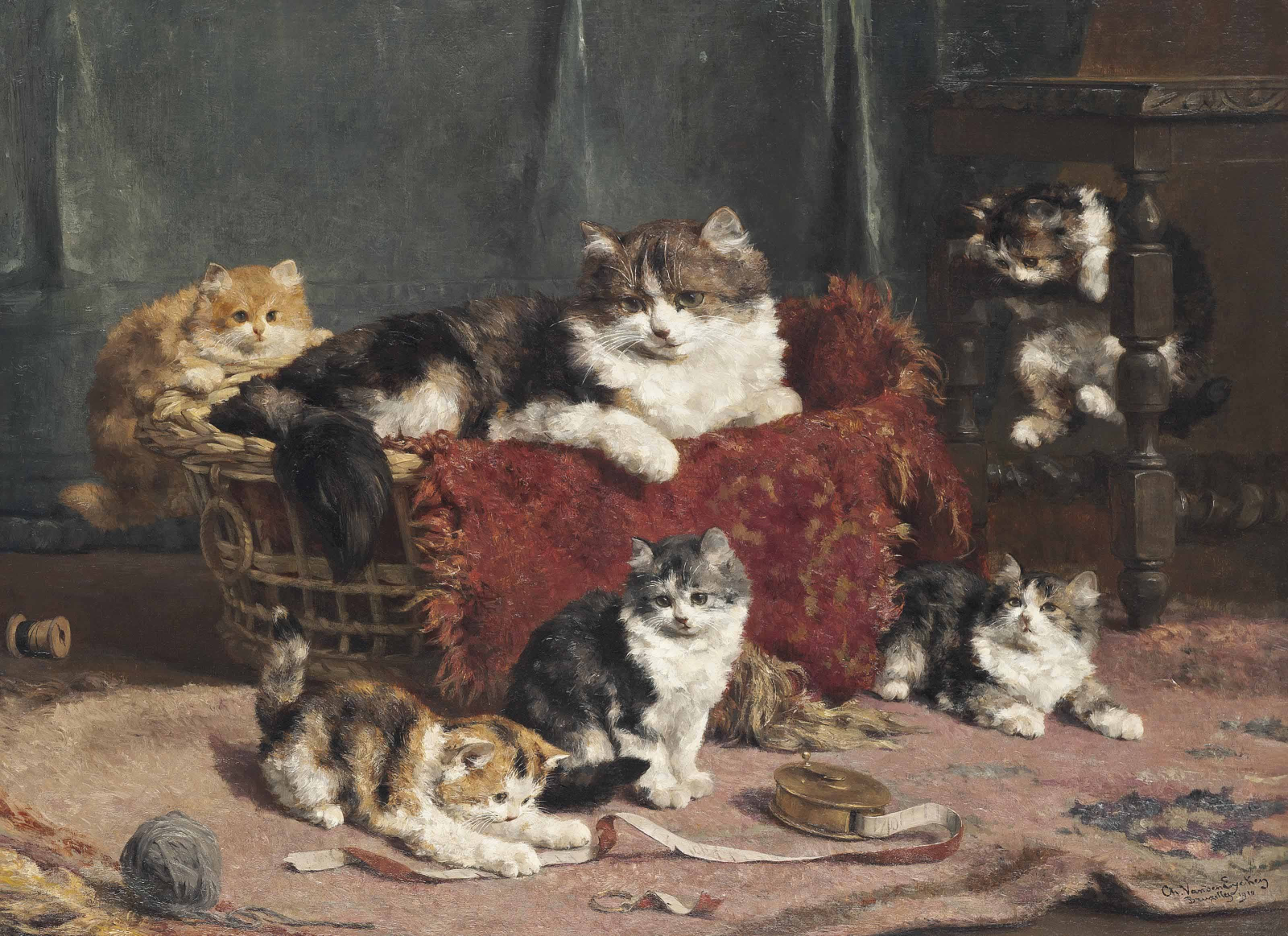
Speeltijd (1910)

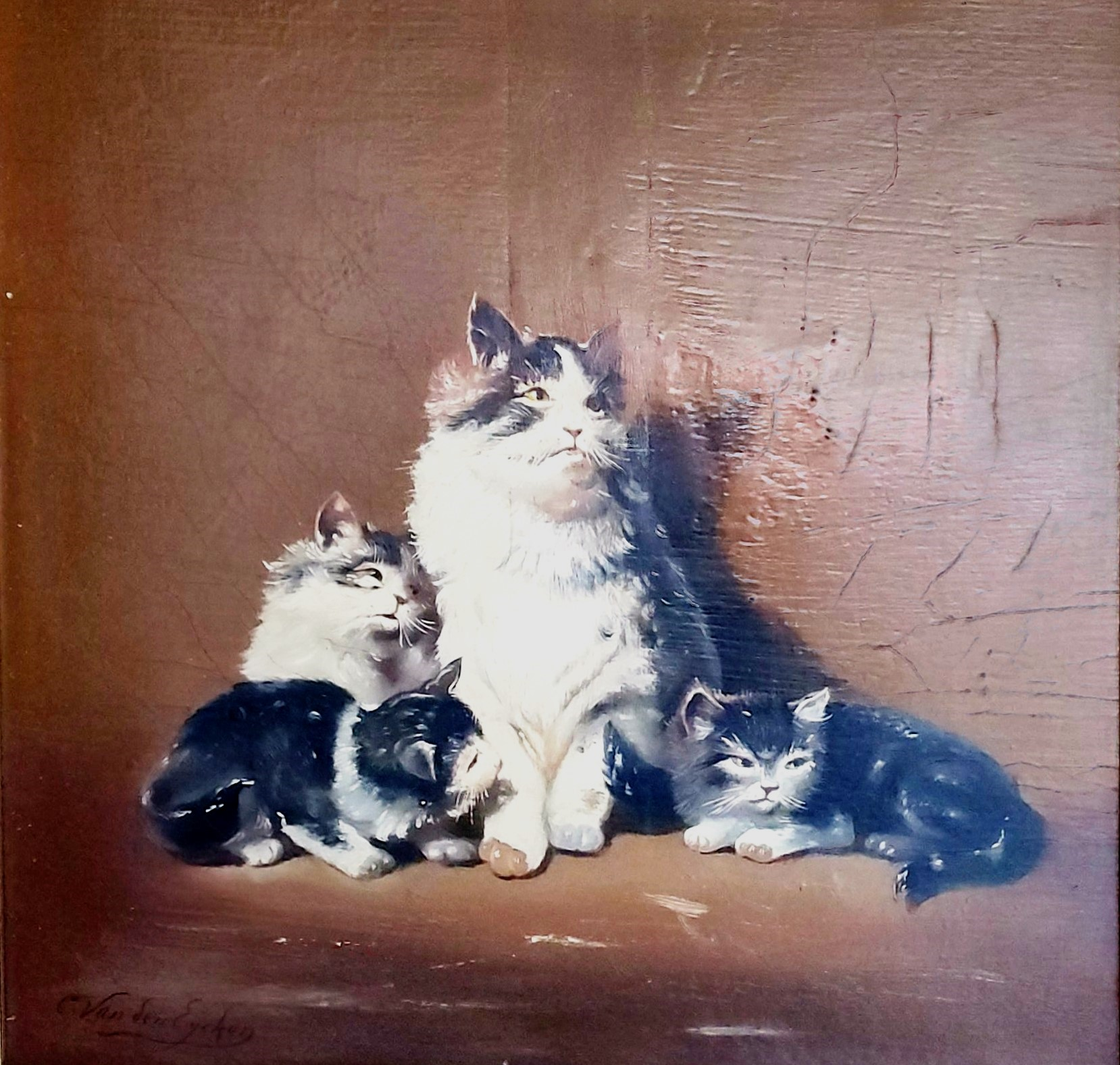
Kattin en haar kittens

Charles Van den Eycken (Antwerpen, 17 april 1859 – aldaar?, 27 december 1923), ook wel bekend als Duchêne, was een Belgische schilder gespecialiseerd in het afbeelden van interieurs, honden en katten.

## Leven
Van den Eycken werd geboren in een Antwerpse familie van schilders. Aan de Kunstacademie Brussel was hij een leerling van Joseph Stevens. Hij was een vroeg lid van L'Essor en exposeerde vanaf 1881 regelmatig in de Salons van Brussel, Luik, Gent en Antwerpen, maar ook in Nederland, Duitsland en Spanje. Hij schilderde verschillende doeken voor koningin Marie-Henriette van België.
De schilderijen van Van den Eycken lijken veel op die van Henriëtte Ronner-Knip en Julius Adam.

## Galerij

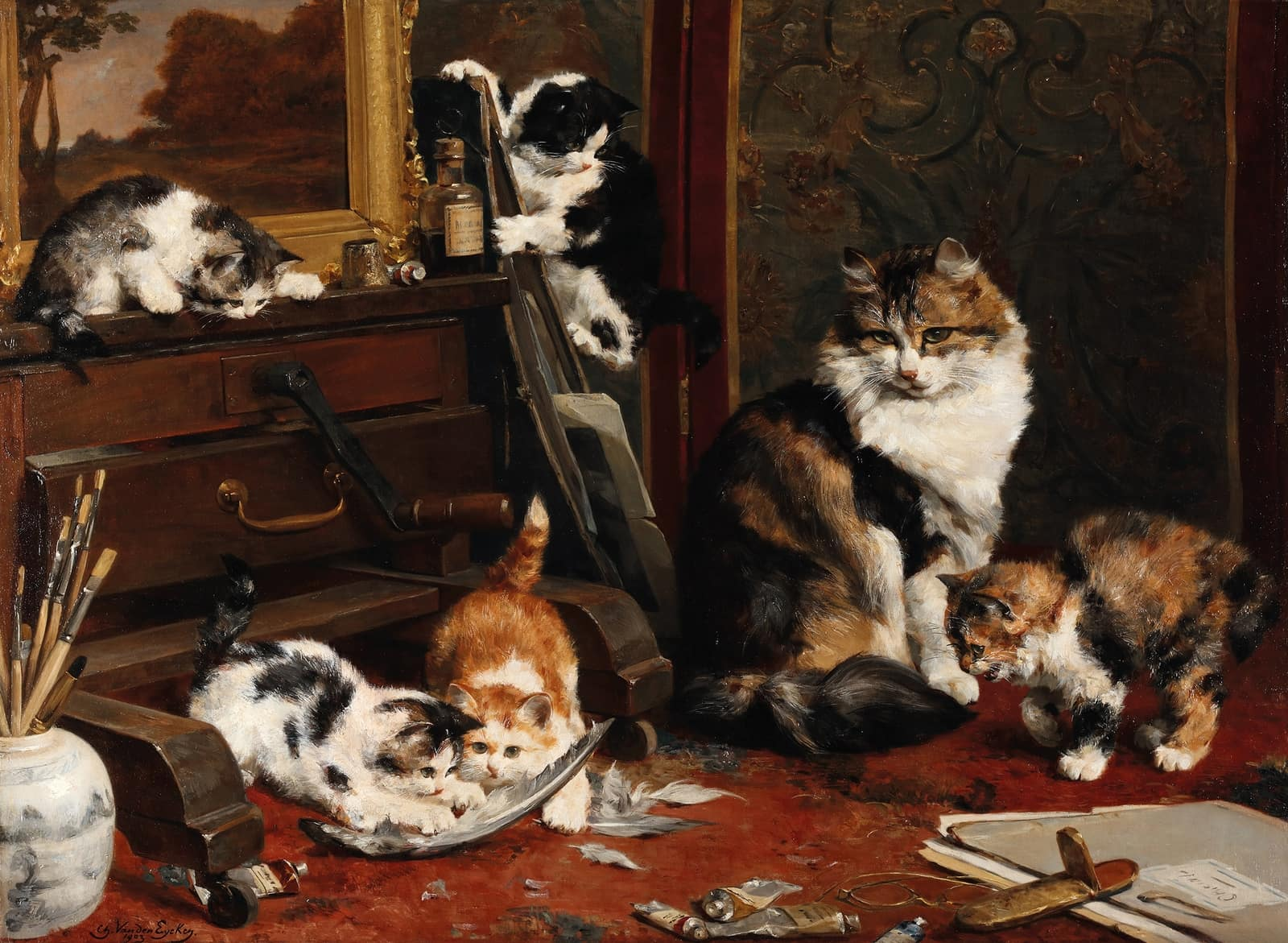
Een ondeugend spel, Engelse collectie
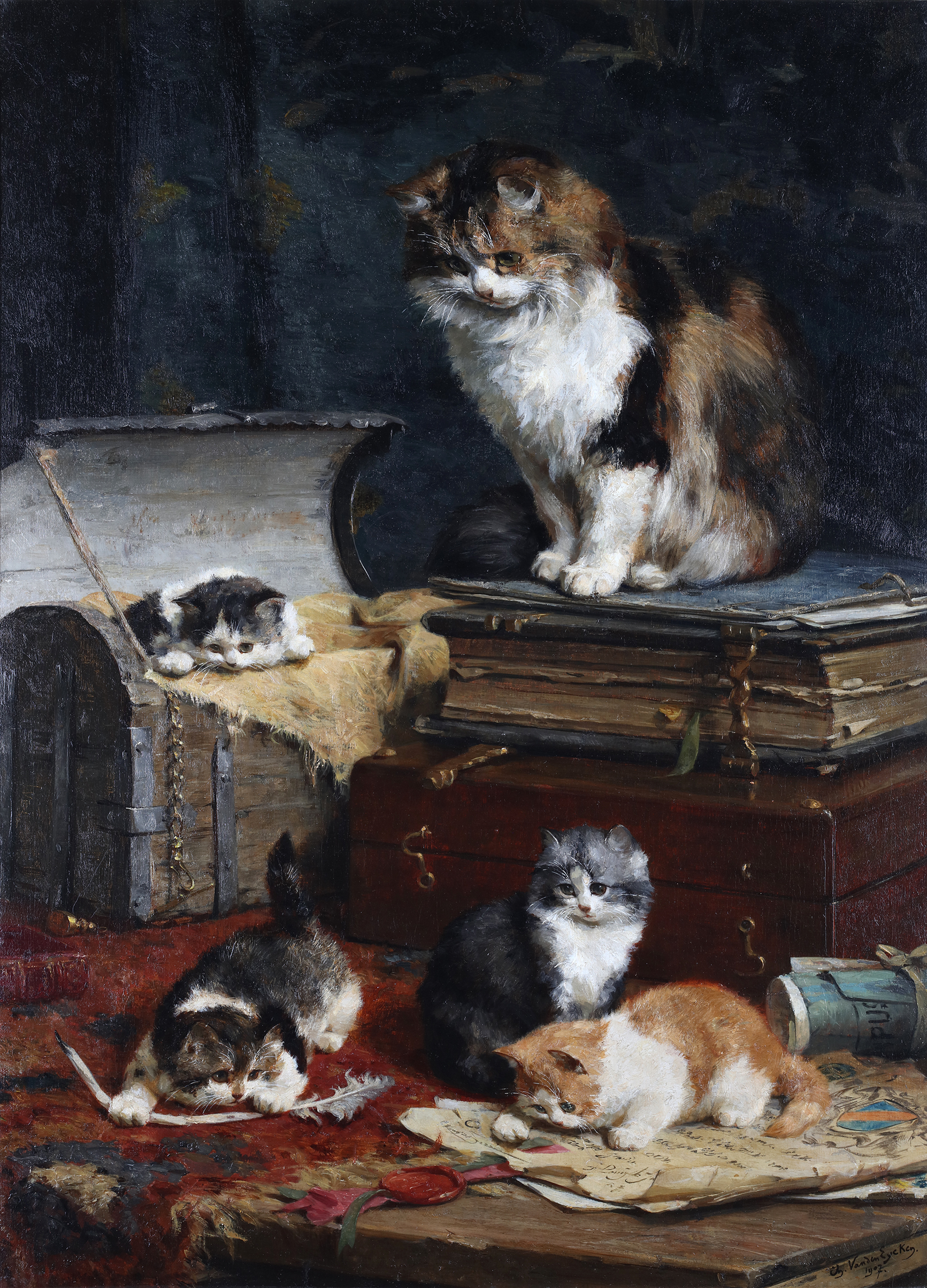
Het speelse viertal (1907), Franse collectie
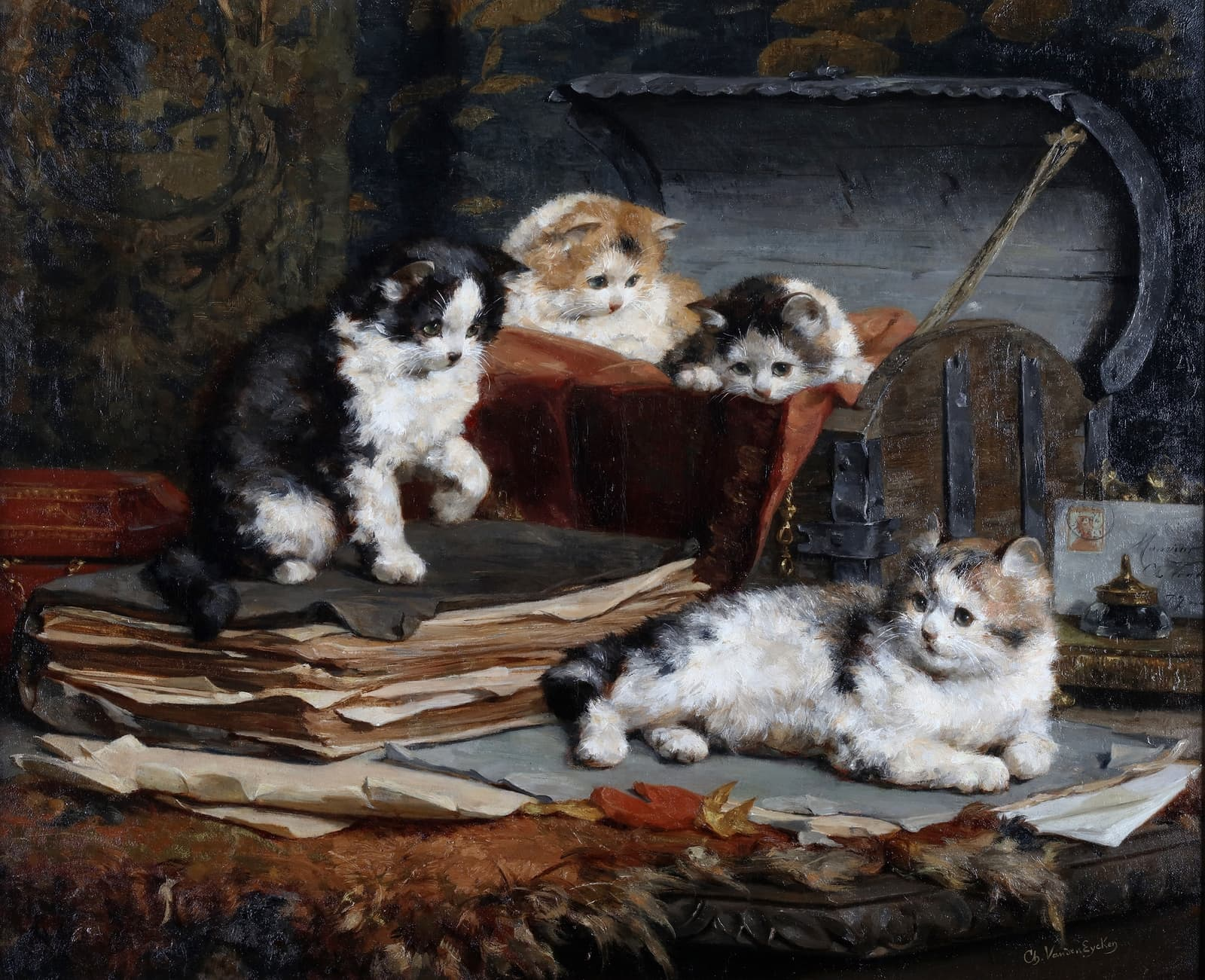
De blije familie, Nederlandse collectie